# Enhedslisten
Enhedslisten – De Rød-Grønne (svenska: Enhetslistan – de röd-gröna) är ett demokratiskt socialistiskt och grönt politiskt parti i Danmark, ursprungligen grundat som ett samarbete mellan tre danska vänsterpartier år 1989. Det är det mest vänsterorienterade partiet i Folketinget.
Enhedslisten har inget eget ungdomsförbund men samarbetar med Socialistisk Ungdomsfront och Rød-Grøn Ungdom.

## Historia

### Valsamarbete och utveckling under 1990-talet
Enhedslisten bildades 1989 som en valallians mellan Venstresocialisterne, Danmarks Kommunistiske Parti och Socialistisk Arbejderparti. Samarbetet hade framtvingats av omdaningarna i Sovjetunionen i slutet av 1980-talet (se glasnost och perestrojka) vilket orsakade en krissituation bland kommunistpartierna i Europa,[källa behövs] och väljarstödet för de stora vänsterradikala partierna i Danmark hade sjunkit kontinuerligt. Venstresocialisterne tog därför initiativ till en "socialistisk valallians" och fann till detta projekt två samarbetsparter. För många  framstod Enhetslistan som ett orealistiskt samarbete eftersom det fanns så stora ideologiska skillnader och inre konflikter på den yttre vänsterkanten mellan de radikala socialisterna och anarkisterna i Venstresocialisterne, de sovjetvänliga leninisterna i DKP, diverse trotskister och maoister.
1989-1990 hade varje ingående parti vetorätt på hela Enhedslistens politik och dess styrelse utsågs även av de tre partierna, något som försvårade utvecklingen mot ett enat partisamarbete.  Enhedslisten ställde första gången upp i Folketingsvalet 1990 och fick då 1,7 procent av rösterna vilket understeg småpartispärren på 2 procent. I början av 1990-talet kämpade partiet mot Maastrichtfördraget och att de nationella parlamenten skulle överföra maktbefogenheter till Europeiska gemenskapen. 1991 omvandlades Enhedslisten till ett egentligt parti även om de ingående partierna ej formellt försvann.  
Samma år blev maoistiska Kommunistisk Arbejderparti medlem av Enhedslisten, något som tidigare blockerats av DKP.
I Folketingsvalet 1994 erhöll partiet sex mandat (3,1 procent) och vid Folketingsvalet  1998 fem mandat (2,7 procent).

### 2000-talet
Vid valet 2001 fick partiet fyra mandat (2,4 procent). Vid valet år 2005 fick partiet en liten framgång och fick sex mandat (3,4 procent), medan valet år 2007 åter gav fyra mandat (2,2 procent). Vid valet 2011 fick partiet 6,7 procent, och vid valet 2015 7,8 procent (14 mandat) vilket är partiets bästa valresultat hittills.
2014 anslöts föreningen Socialisten till partiet. Internationale Socialister lämnade däremot Enhedslisten i januari 2015.
Endhedslisten är det enda parti i Folketinget som inte har någon partiledare, i stället har de en kollektiv ledning. Pelle Dragsted är politisk talesperson och företräder partiet i partiledardebatter.

## Politisk plattform
Bland de viktigaste punkterna för Enhetslistan märks ekologiska frågor och att verka för utbredningen av demokratisk socialism i samhället.

## Politiska talespersoner
- Johanne Schmidt-Nielsen 2009–2016
- Pernille Skipper 2016–2021
- Mai Villadsen 2021–2023
- Pelle Dragsted 2023–